# Université de Žilina
 (juin 2025).
Si vous disposez d'ouvrages ou d'articles de référence ou si vous connaissez des sites web de qualité traitant du thème abordé ici, merci de compléter l'article en donnant les références utiles à sa vérifiabilité et en les liant à la section « Notes et références ».

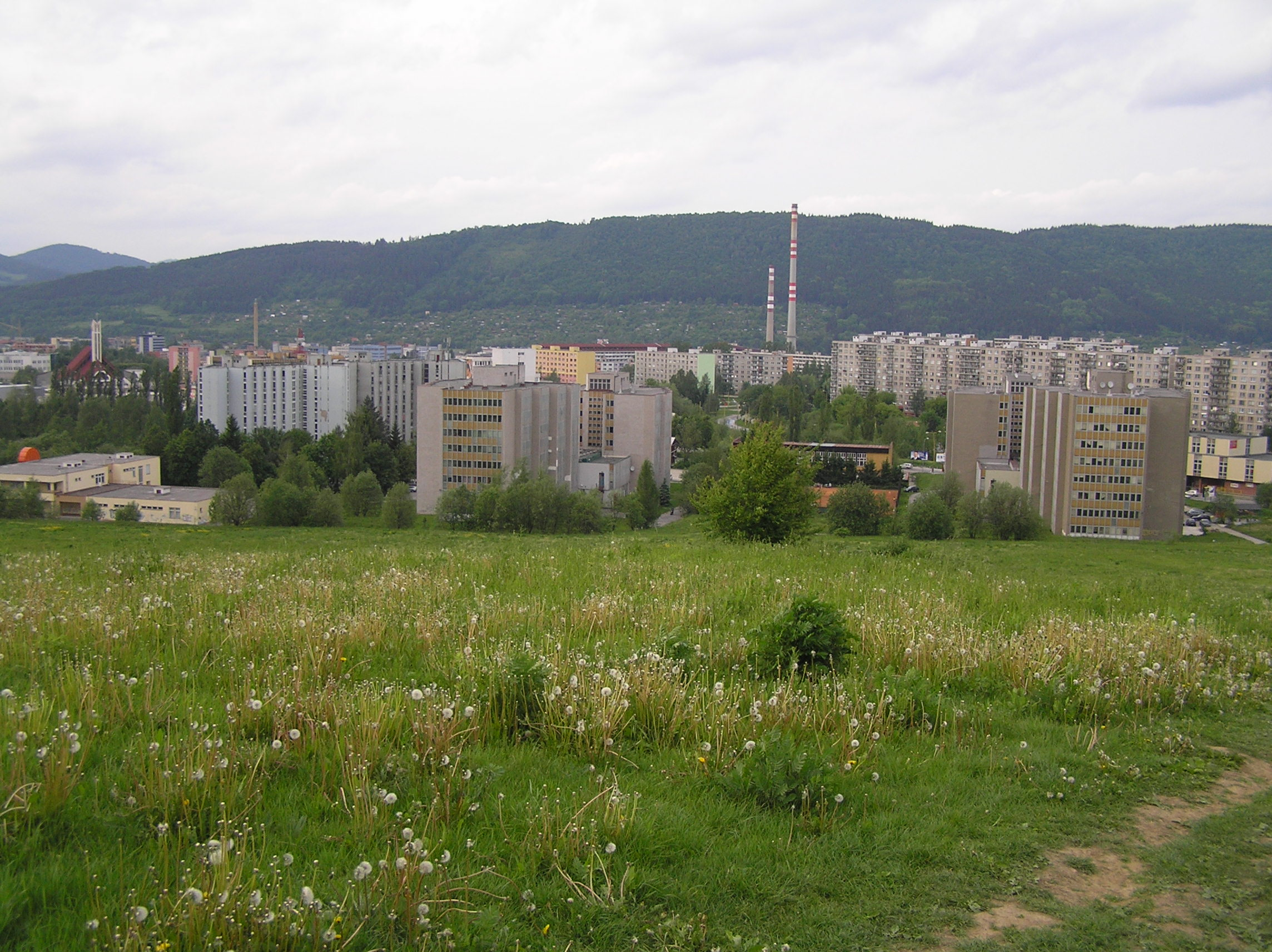
Les internats sur le campus de Veľký diel

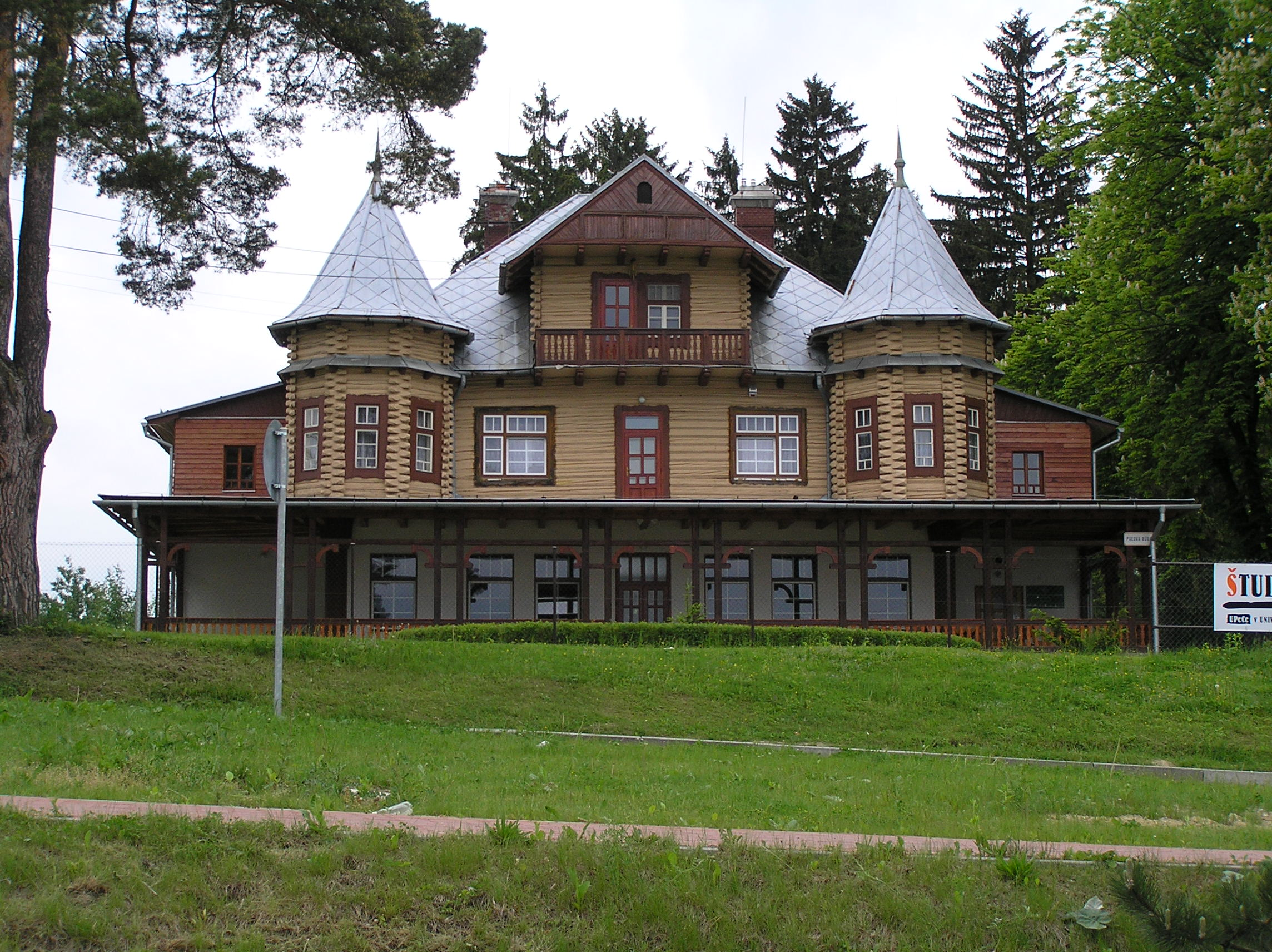
Le centre de Paľova Búda

L’Université de Žilina (en slovaque : Žilinská univerzita v Žiline) est un établissement slovaque public d'enseignement supérieur technologique et de recherche situé à Žilina.

## Histoire
L'établissement a été créé en 1953 à Prague sous le nom d'École supérieure des transports ferroviaires ((sk) Vysoká škola železničná/ (cs) Vysoká škola železniční), puis transféré à partir de 1960 à Žilina où il a pris le nom d'École supérieure des transports et des communications (Vysoká škola dopravy a spojov v Žiline). En 1996, il a pris son nom et son statut actuels.

## Facultés
L'université compte actuellement 7 facultés :
- Faculté d'exploitation et d'économie des transports et des communications (Fakulta prevádzky a ekonomiky dopravy a spojov FPEDaS)
- Faculté de génie mécanique (Strojnícka fakulta SjF)
- Faculté de génie électrique (Elektrotechnická fakulta EF)
- Faculté de génie civil (Stavebná fakulta SvF)
- Faculté de gestion et d'informatique (Fakulta riadenia a informatiky FRI)
- Faculté de sciences humaines (Fakulta humanitných vied FHV)
- Faculté d'ingénierie sécurité (Fakulta bezpečnostného inžinierstva FBI)